# Торговая площадь (Петергоф)
Торго́вая площадь — площадь в центре Петергофа (Петродворцовый район Санкт-Петербурга), расположенная между Царицынской улицей и Санкт-Петербургским проспектом. Сейчас на Торговой площади разбит сквер.

## История
В 1839 году сюда был перенесён Гостиный двор, который сгорел в 1872 году и больше не восстанавливался.
В 1868 году по проекту архитектора Николая Бенуа была построена каменная часовня преподобного Иосифа Песнописца, разрушенная большевиками в 1957 году.
В 1914 году по проекту архитектора Александра Миняева была построена городская ратуша, пережившая войну, и снесённая в 1946 году. В 2008—2013 годах на её месте было построено здание Туристического информационно-делового центра, отдалённо напоминающее прежнюю ратушу. С января 2017 года в здании располагается Дворец бракосочетания № 4.
В 2002 году на Торговой площади установили закладной камень будущего фонтана, к строительству которого приступили лишь осенью 2016 года. Новый фонтант торжественно открыл был 31 мая 2017 года.

## Достопримечательности
- Собор Петра и Павла с западной стороны площади (за Краснопрудским каналом)